# 歳殺神

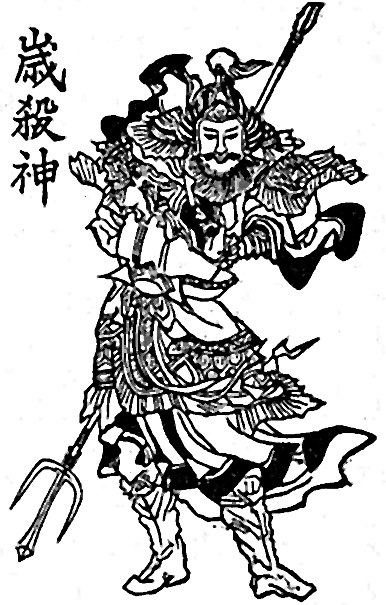
歳殺神

歳殺神（さいせつしん）とは、陰陽道における8人の方位神（八将神）の一人である。暦本によっては、さいせつと書くこともある。仏教における本地仏は大威徳明王とされる。同じ八将神の一人である大将軍と関係があるという。
歳殺神は、金星（太白星）の精とされるが、金星は陰気の極みであり、この神は殺気をつかさどり、万物を滅するとされる。この神の在位する方角に向かって移転、旅行、結婚、訴訟などは避けたほうがよいとされる。また、この神は、武を好むとされ、この神の在位する方角に向かって武器や刃物を得るのは吉とされる。

## 歳殺神の在位
歳殺神の在位する方角は、土の性格を有する丑・未・辰・戌の方角とされる。
- その年の十二支→在位する方角
  - 子→未
  - 丑→辰
  - 寅→丑
  - 卯→戌
  - 辰→未
  - 巳→辰
  - 午→丑
  - 未→戌
  - 申→未
  - 酉→辰
  - 戌→丑
  - 亥→戌